# Argia ulmeca
Argia ulmeca là một loài chuồn chuồn kim trong họ Coenagrionidae.
Argia ulmeca được Calvert miêu tả khoa học năm 1902.